# Una donna, una storia/Dominga
Una donna, una storia/Dominga è il 106° singolo di Mina, pubblicato a febbraio del 1971 su vinile a 45 giri dall'etichetta privata dell'artista PDU e distribuito dalla EMI Italiana.

## Descrizione
Estratto dall'album ...quando tu mi spiavi in cima a un batticuore... e pubblicato temporalmente tra due singoli che arrivano entrambi al secondo posto in classifica, non riesce a eguagliarne il successo; raggiunge però la nona in classifica posizione e sarà il 57° 45 giri più venduto nel 1971.

## Una donna, una storia
Mina stessa, in occasione di una puntata di Gran varietà del 1976, definirà la canzone "una delle più belle che io abbia mai interpretato", e la riproporrà in chiave comica insieme a Johnny Dorelli, grazie all'aiuto di Amurri, già autore del testo.
Rimarchevole sul disco la presenza di Dino Asciolla che suona il violino.
Arrangiamento di Gianni Ferrio che dirige la sua orchestra.

## Dominga
Cover in italiano con il testo di Paolo Limiti, tratta dell'originale Domingas in portoghese dell'autore Jorge Ben Jor (album Jorge Ben del 1969).
Arrangiamento di Augusto Martelli che dirige la sua orchestra.

## Tracce
Lato A
1. Una donna una storia – 5:08 (testo: Antonio Amurri – musica: Gianni Ferrio; edizioni musicali PDU/Curci)

Lato B
1. Dominga (Domingas) – 3:00 (testo: Paolo Limiti – musica: Jorge Ben Jor; edizioni musicali PDU/Domingas)